# Ricardo Campana
Ricardo V. Campana fue un político peruano. 
Fue elegido diputado por el departamento del Cusco en 1950 con 13517 votos en las Elecciones de 1950 en los que salió elegido el General Manuel A. Odría quien ejercía el poder desde 1948 cuando encabezó un golpe de Estado contra el presidente José Luis Bustamante y Rivero.
Fue propietario de Radio Salkantay, la cuarta emisora de la ciudad del Cusco creada el 25 de octubre de 1959.